# Cantón de Carmaux-Norte
El cantón de Carmaux-Norte era una división administrativa francesa, que estaba situada en el departamento de Tarn y la región de Mediodía-Pirineos.

## Composición
El cantón estaba formado por dos comunas, más una fracción de la comuna que le daba su nombre:
- Carmaux (fracción)
- Rosières
- Saint-Benoît-de-Carmaux

## Supresión del cantón de Carmaux-Norte
En aplicación del Decreto n.º 2014-170 de 17 de febrero de 2014, el cantón de Carmaux-Norte fue suprimido el 22 de marzo de 2015 y sus 3 comunas pasaron a formar parte; una del nuevo cantón de Carmaux-1 Le Ségala otra del nuevo cantón de Carmaux-2 Valle del Cérou y la fracción de la comuna que le daba su nombre se unió con la otra fracción para que, por medio de una reestructuración cantonal, fueran creados los nuevos cantones de Carmaux-1 Le Ségala y Carmaux-2 Valle del Cérou.